# Abdelhamid Sadmi
Abdelhamid Sadmi   (Azazga, 1 de gener de 1961) és un exfutbolista algerià de la dècada de 1980.
Fou internacional amb la selecció d'Algèria amb la qual participà en la Copa del Món de futbol de 1986.
Pel que fa a clubs, destacà a JS Kabylie.